# Geoff Duke
Geoffrey Ernest „Geoff“ Duke OBE (* 29. März 1923 in St. Helens, Lancashire, England; † 1. Mai 2015 in Douglas, Isle of Man) war ein britischer Motorradrennfahrer. Er war sechsmal Weltmeister in der Motorrad-Straßen-WM der FIM.

## Karriere
Der Name von Geoff Duke ist ein Synonym für den Motorsport, weil er die Motorradrennen der 1950er-Jahre dominierte, sechs Weltmeistertitel und fünfmal das schwere Tourist-Trophy-Rennen auf der Isle of Man gewann. Duke wurde bekannt, als er 1949 die Senior-Clubmans-TT und den Senior-Manx Grand Prix gewann. Er wurde der erste Nachkriegs-Superstar der Motorradrennen und war in der Rennszene schlicht als „The Duke“ („der Herzog“, oder „der Chef, der Häuptling“) bekannt.
Geoff Duke war mit dem Werksteam von Norton beim TT-Rennen 1950 liiert. Er beendete die „kleine Klasse“ (350 cm³) als Zweiter und brach die Runden- und Rennrekorde in der Senior-TT, der großen Klasse mit 500-cm³-Maschinen.
Nach Gewinn von drei Weltmeistertiteln für Norton überraschte er alle, als er 1953 nach Italien zu Gilera zog. Für Gilera fuhr er dreimal nacheinander die Weltmeisterschaft in der 500er-Königsklasse ein. Seine Unterstützung für einen Fahrerstreik für höhere Startgelder brachte ihm eine sechsmonatige Sperre ein, die die Hoffnung auf einen vierten Titel in Folge zerstörte. 1955 war er der erste Fahrer, der die TT-Strecke mit (zunächst gemessen) mehr als 100 Meilen in der Stunde umrundete, obschon der Wert später auf 99,97 mph korrigiert wurde. In der Folge wurde die erste 100er-Runde 1957 dem Rennfahrer Bob McIntyre zugesprochen, ebenso auf Gilera. Duke konnte in diesem Rennen wegen einer Verletzung nicht starten. Sein letztes Rennen war die 1959er Junior-TT, die er als Vierter wieder auf einer Norton beendete. 1963 formierte sich sein Rennstall „Scuderia Duke“ auf Gilera, um die Macht von MV Agusta zu brechen.
Duke gab eine gut unterscheidbare Figur auf den Rennstrecken ab, da er der Erste war, der einteilige Lederanzüge trug – er hatte seinen heimatlichen Schneider angewiesen, ihm die erste der in der Folge berühmt gewordenen Ledermonturen zu fertigen. Er wurde 1951 „Sportler des Jahres“, gewann die „Segrave-Trophy“ des Royal Automobile Club (RAC) und wurde 1953 zum Mitglied des Order of the British Empire ernannt.

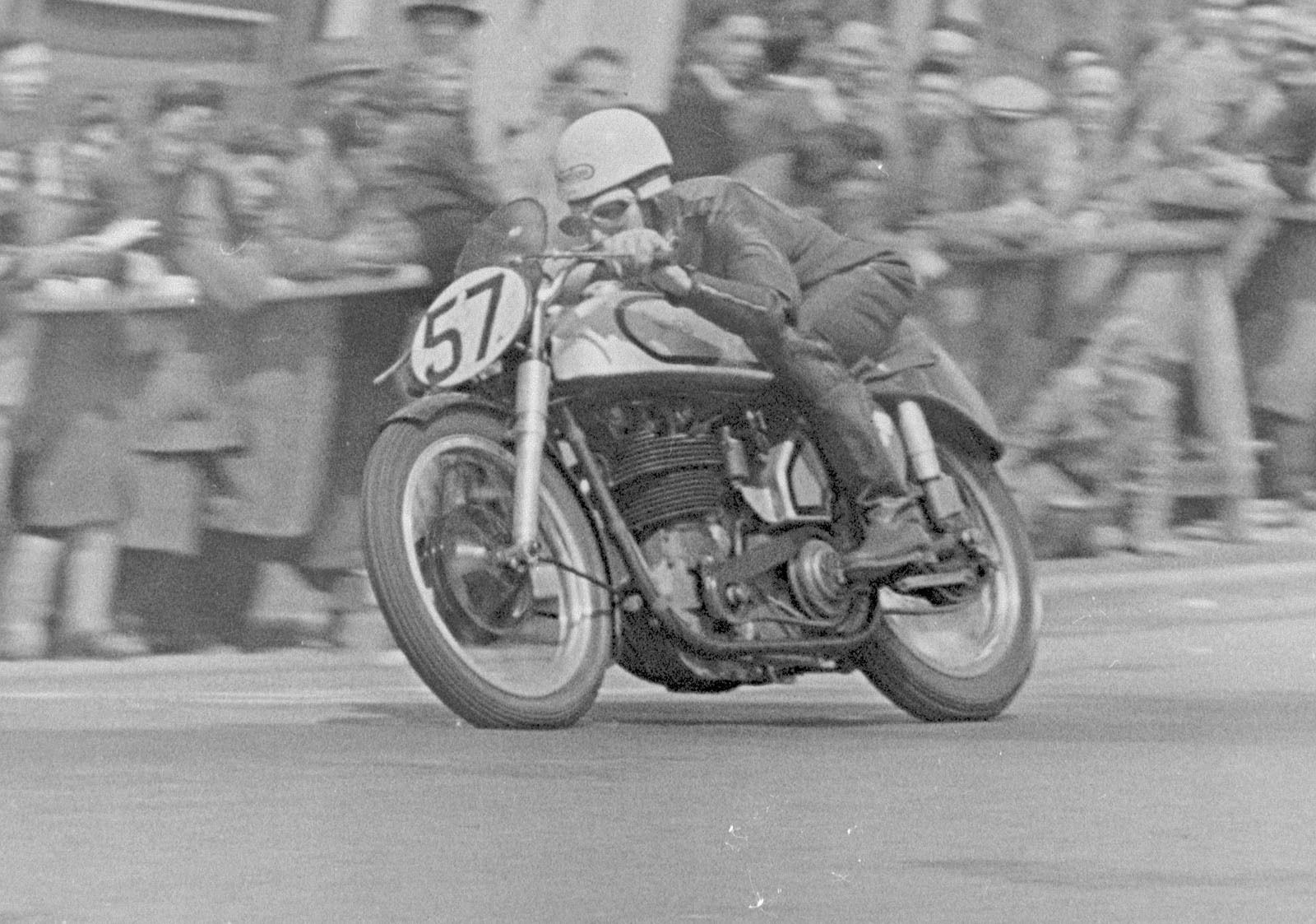
Isle of Man TT 1950
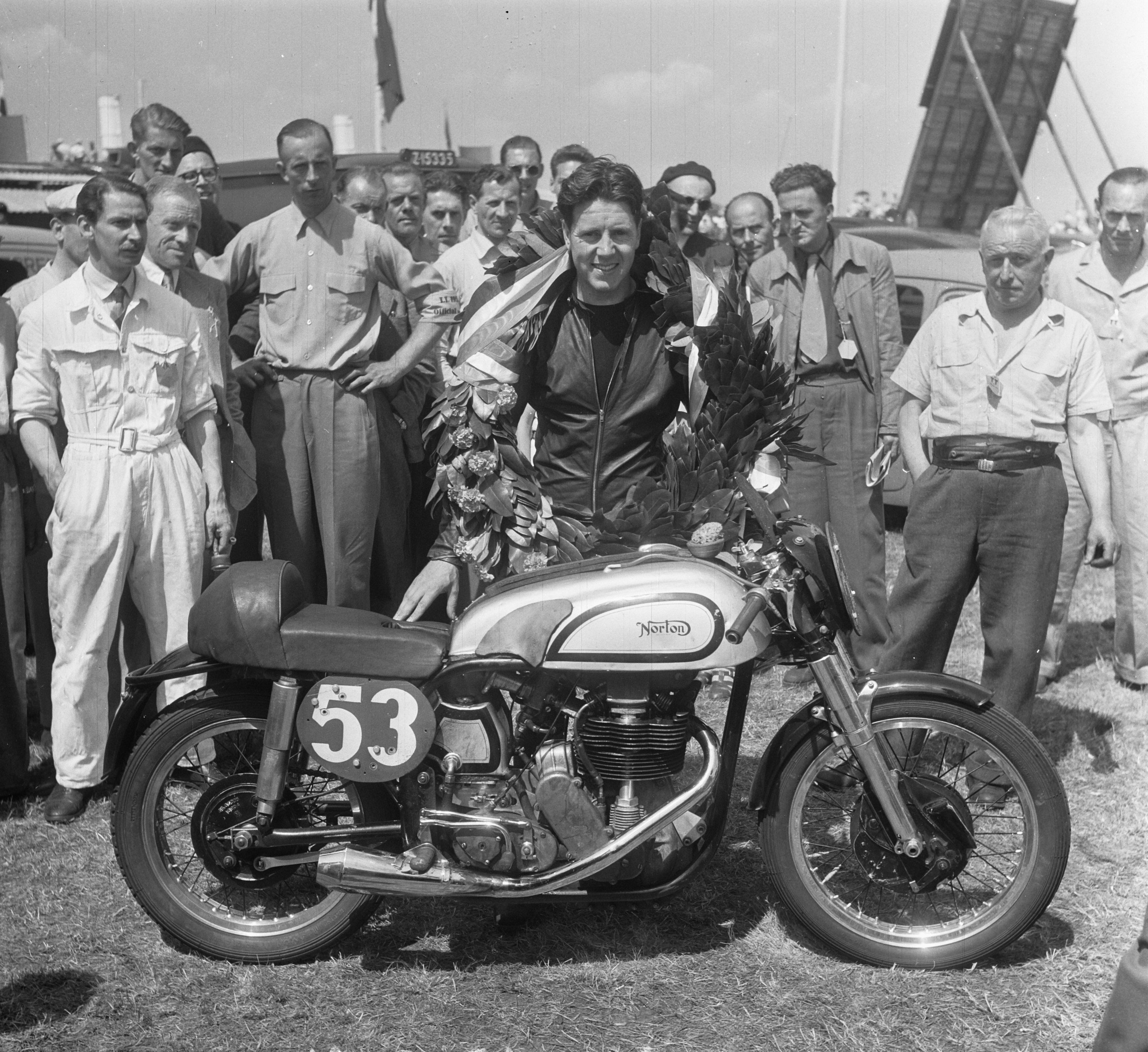
Sieg in der 350er Klasse, TT Assen 1952
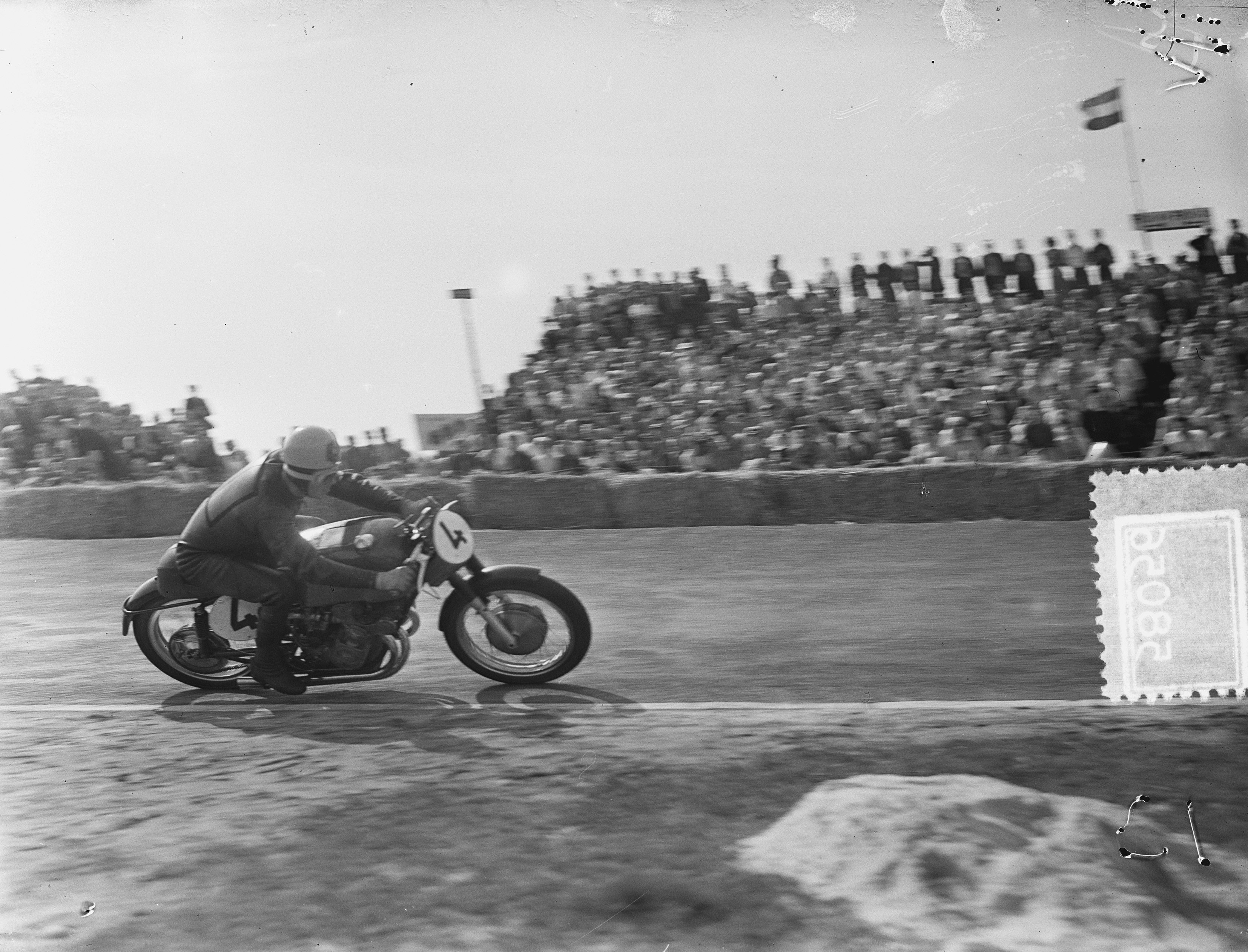
Auf einer 500er Gilera, TT Assen 1953
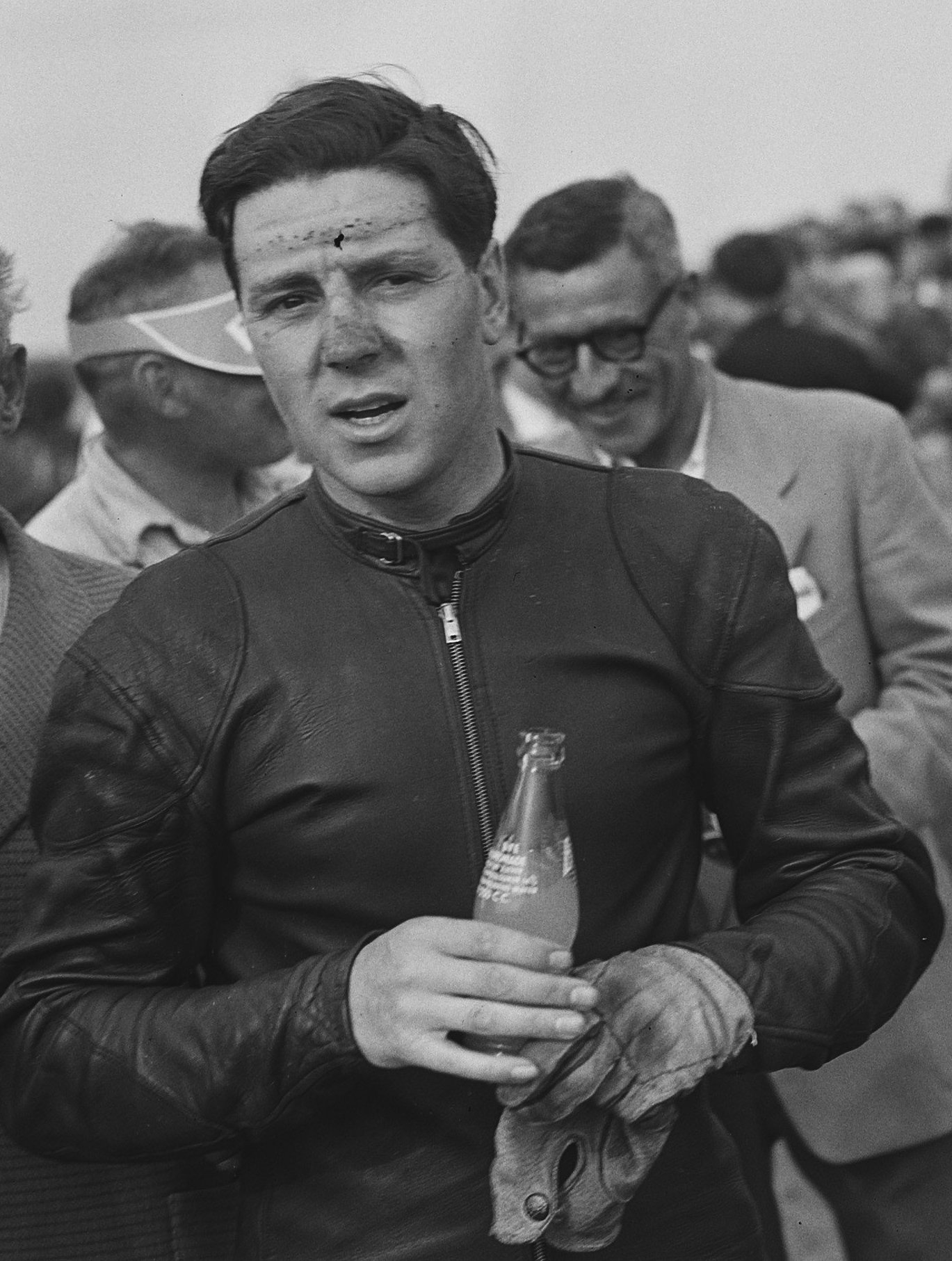
Geoff Duke, 1954
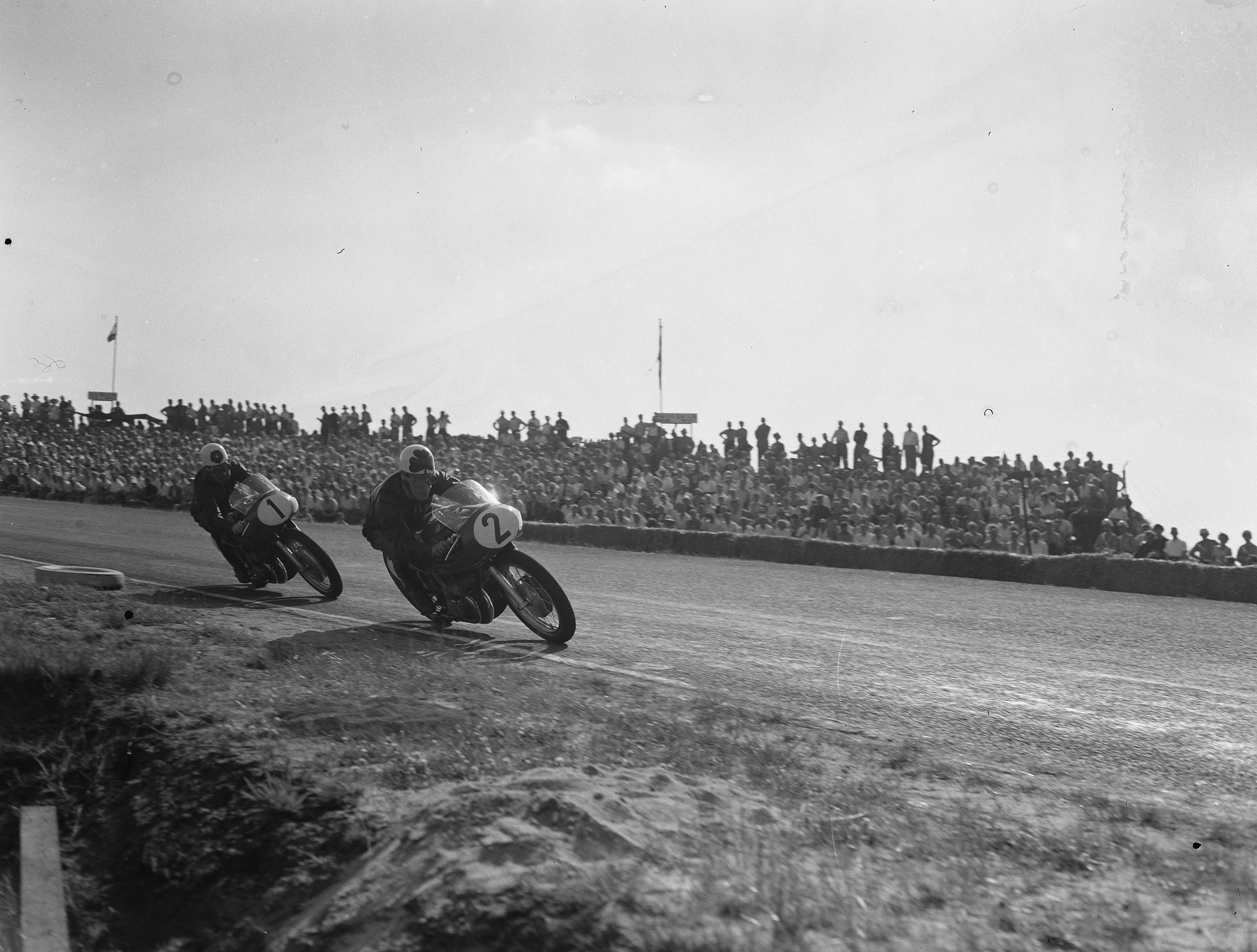
500cc: Reg Armstrong (2), Geoff Duke (1), TT Assen 1955
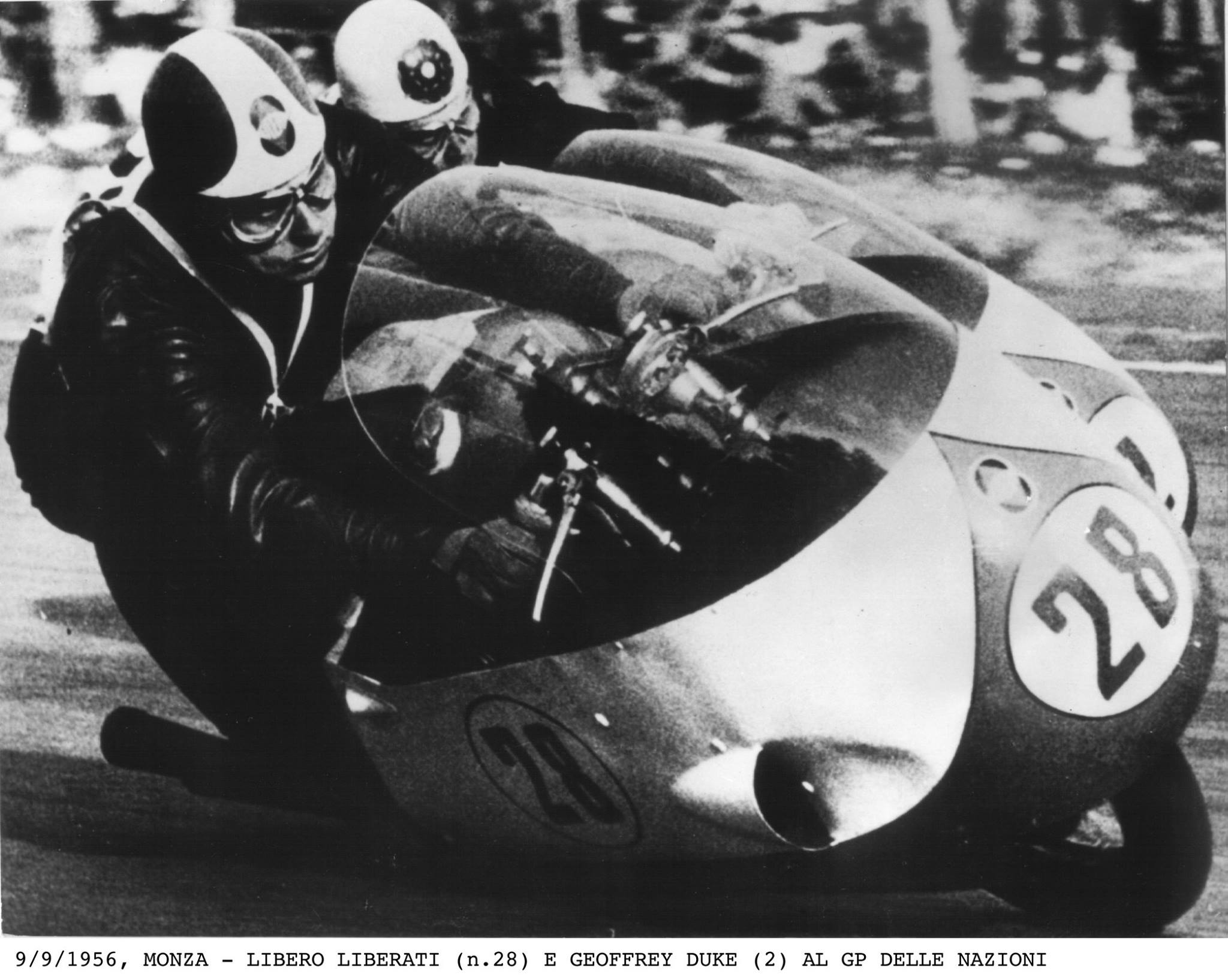
Liberati (28) und Duke in der Parabolica-Kurve. Beide auf Gilera, Monza 1956

## Weiteres Leben

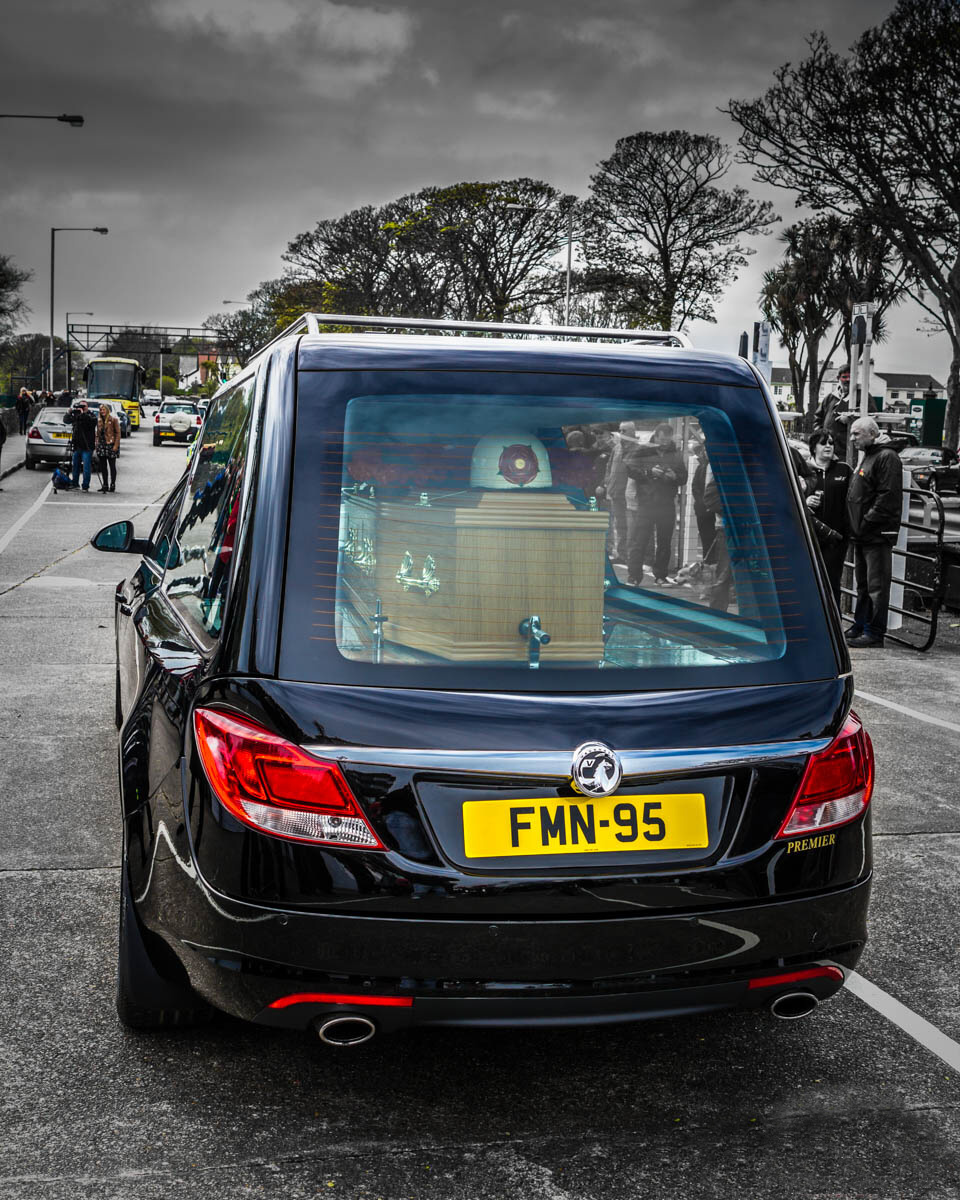
Geoff Dukes Trauerzug entlang des TT Grandstand auf der Glencrutchery Road in Douglas, Isle of Man vor seiner letzten Runde auf dem Snaefell Mountain Course.

Nach seinem Rückzug von den Motorradrennen wurde Duke ein erfolgreicher Geschäftsmann. Zum hundertjährigen Jubiläum der Tourist Trophy 2007 wurde Duke mit einer 100-Pence-Briefmarke der Royal Mail geehrt.
Auf der Isle of Man, auf der er so viele Rekorde und Rennsiege herausgefahren hatte, wurde ein Punkt der Bergrennstrecke nach ihm benannt. Drei scharfe Kurven am Meilenstein 32 zwischen Brandywell und Windy Corner tragen seither den Titel „Duke’s“. Der Motorradrennsportverband Fédération Internationale de Motocyclisme (FIM) nahm ihn 2002 in die MotoGP Hall of Fame auf.
Geoff Duke starb am 1. Mai 2015 im Alter von 92 Jahren im Elder Grange Nursing Home in seiner Wahlheimat Douglas auf der Isle of Man. Der Trauerzug am 10. Mai 2015 führte entlang der Start-Ziel-Geraden der Isle of Man TT sowie einmal um den über 60 km langen Snaefell Mountain Course.

## Statistik

### Erfolge
- 1951 – 350-cm³-Weltmeister auf Norton
- 1951 – 500-cm³-Weltmeister auf Norton
- 1952 – 350-cm³-Weltmeister auf Norton
- 1953 – 500-cm³-Weltmeister auf Gilera
- 1954 – 500-cm³-Weltmeister auf Gilera
- 1955 – 500-cm³-Weltmeister auf Gilera
- 33 Grand-Prix-Siege
- 1 Sieg beim Manx Grand Prix

### Ehrungen
- Aufnahme in die MotoGP Hall of Fame

### Isle-of-Man-TT-Siege
| Jahr | Klasse           | Maschine | Durchschnittsgeschwindigkeit |
| ---- | ---------------- | -------- | ---------------------------- |
| 1949 | Clubmans Senior  | Norton   | 82,97 mph (133,53 km/h)      |
| 1950 | Senior (500 cm³) | Norton   | 86,06 mph (138,5 km/h)       |
| 1951 | Junior (350 cm³) | Norton   | 85,73 mph (137,97 km/h)      |
| 1951 | Senior (500 cm³) | Norton   | 92,37 mph (148,66 km/h)      |
| 1952 | Junior (350 cm³) | Norton   | 90,29 mph (145,31 km/h)      |
| 1955 | Senior (500 cm³) | Gilera   | 97,93 mph (157,6 km/h)       |

### North-West-200-Siege
| Jahr | Klasse  | Maschine | Durchschnittsgeschwindigkeit |
| ---- | ------- | -------- | ---------------------------- |
| 1951 | 350 cm³ | Norton   | 82,54 mph (132,84 km/h)      |
| 1955 | 500 cm³ | Gilera   | 97,60 mph (157,07 km/h)      |

### In der Motorrad-Weltmeisterschaft
| Saison | Klasse  | Motorrad                 | Rennen | Siege | Podien | Punkte | Ergebnis    |
| ------ | ------- | ------------------------ | ------ | ----- | ------ | ------ | ----------- |
| 1950   | 350 cm³ | Norton                   | 5      | 1     | 5      | 24     | 2.          |
| 1950   | 500 cm³ | Norton                   | 4      | 3     | 3      | 27     | 2.          |
| 1951   | 350 cm³ | Norton                   | 5      | 5     | 5      | 32     | Weltmeister |
| 1951   | 500 cm³ | Norton                   | 6      | 4     | 4      | 35     | Weltmeister |
| 1952   | 350 cm³ | Norton                   | 4      | 4     | 4      | 32     | Weltmeister |
| 1952   | 500 cm³ | Norton                   | 4      | 0     | 2      | 12     | 7.          |
| 1953   | 500 cm³ | Gilera                   | 5      | 4     | 5      | 38     | Weltmeister |
| 1954   | 500 cm³ | Gilera                   | 6      | 5     | 6      | 40     | Weltmeister |
| 1955   | 500 cm³ | Gilera                   | 5      | 4     | 5      | 36     | Weltmeister |
| 1956   | 500 cm³ | Gilera                   | 1      | 1     | 1      | 8      | 7.          |
| 1957   | 500 cm³ | Gilera                   | 2      | 0     | 2      | 10     | 4.          |
| 1958   | 350 cm³ | Norton                   | 4      | 1     | 2      | 17     | 3.          |
| 1958   | 500 cm³ | Norton                   | 3      | 1     | 1      | 13     | 3.          |
| 1959   | 250 cm³ | Benelli                  | 2      | 0     | 1      | 5      | 10.         |
| 1959   | 350 cm³ | Reynolds-Norton / Norton | 3      | 0     | 1      | 10     | 5.          |
| 1959   | 500 cm³ | Reynolds-Norton / Norton | 3      | 0     | 3      | 12     | 4.          |
| Gesamt | Gesamt  | Gesamt                   | 62     | 33    | 50     | 351    |             |

## Verweise